# Kokusai Ki-76
Die Kokusai Ki-76 (der Codename der Alliierten für diese Maschine lautete Stella) ist ein japanisches Verbindungs- und Artilleriebeobachtungsflugzeug aus der Zeit des Zweiten Weltkriegs.

## Entwicklung

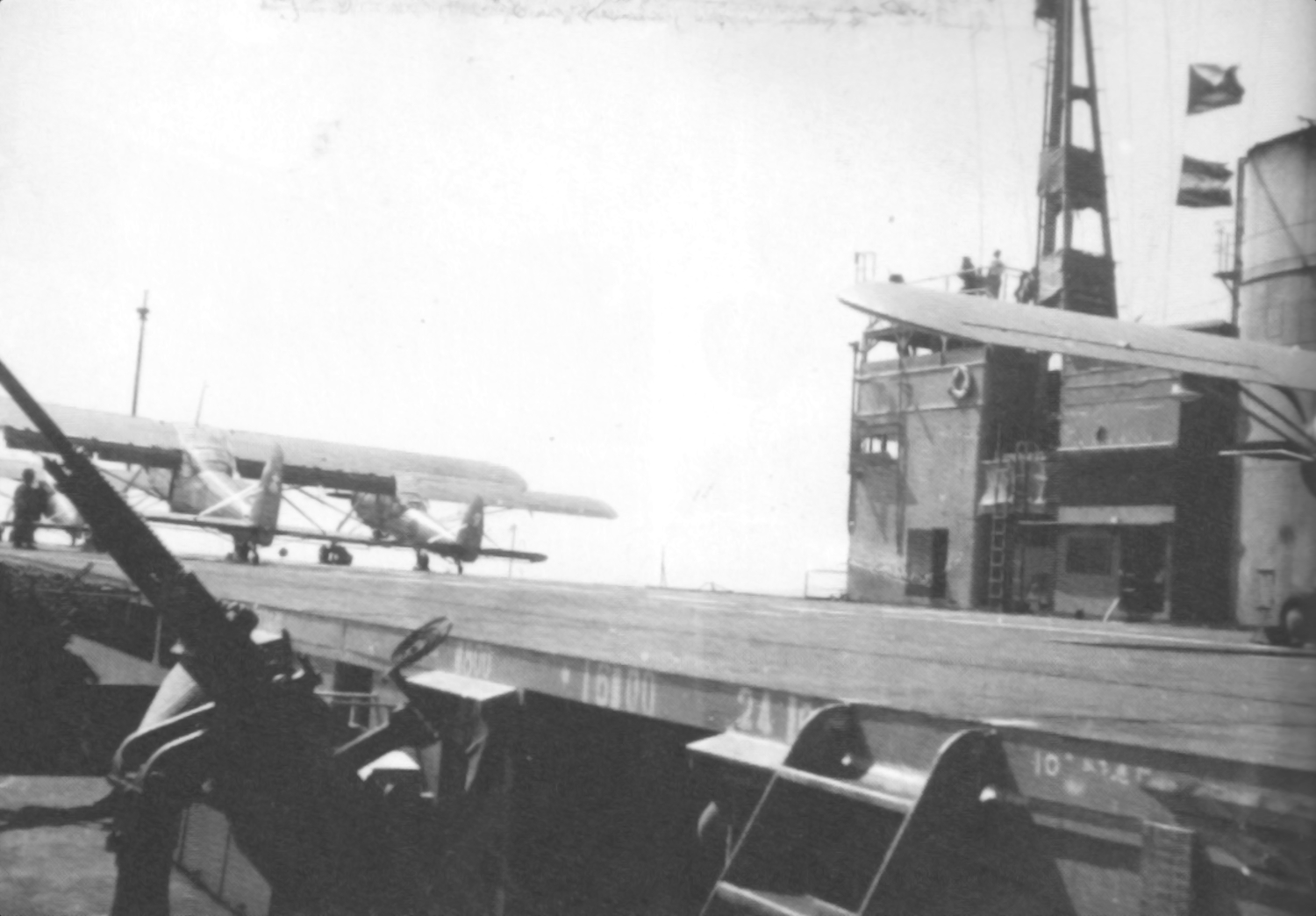
Ki-76 auf der Akitsu Maru (1944)

Unter dem Eindruck der STOL-Eigenschaften des deutschen Fieseler Storch beauftragte das japanische Heer die Firma Kokusai damit, ein ähnliches Muster zu entwickeln, das zur Artilleriebeobachtung und als Verbindungsflugzeug eingesetzt werden sollte. Als Vorgaben wurden die Verwendungsfähigkeit von provisorischen Flugplätzen, eine Flugdauer von drei Stunden und eine Start- und Landestrecke von 45 Metern mit 40 km/h bei 4 m/s Gegenwind gefordert. Die Konstrukteure unter der Leitung von Kozo Masuhara orientierten sich am äußeren Erscheinungsbild des Vorbilds und entwickelten einen abgestrebten Schulterdecker mit starrem Heckradfahrwerk. Sichtbarer Unterschied zum Storch war die Verwendung eines luftgekühlten Stern- anstelle eines hängenden V-Motors. Eine weitere konstruktive Besonderheit waren die mit dem verstellbaren Höhenleitwerk synchron gekoppelten Fowlerklappen, die zusammen mit den Vorflügeln Kurzstart- und Landeeigenschaften ermöglichen sollten.
Im Mai 1941 startete die Ki-76 zum Erstflug und wurde anschließend einer umfangreichen Erprobung unterzogen, die sich bis zum November des folgenden Jahres hinzog. Im selben Monat erging der Auftrag zum Serienbau unter der Bezeichnung Typ 3, Kommando-Verbindungsflugzeug (三式指揮連絡機, San-shiki shiki renrakuki). Das in großer Stückzahl produzierte Flugzeug konnte auch von weniger erfahrenen Piloten gut geflogen werden und kam bei den japanischen Artillerieeinheiten umfangreich zum Einsatz. Gegen Ende 1943 wurden einige Ki-76 für den Trägereinsatz mit einem Fanghaken und zwei Außenlaststationen zum Mitführen von Wasserbomben umgerüstet. Sie wurden auf dem 1942 fertiggestellten Geleitflugzeugträger Akitsu Maru stationiert und zur U-Boot-Bekämpfung eingesetzt, konnten in dieser Rolle aber nicht überzeugen.

## Technische Daten

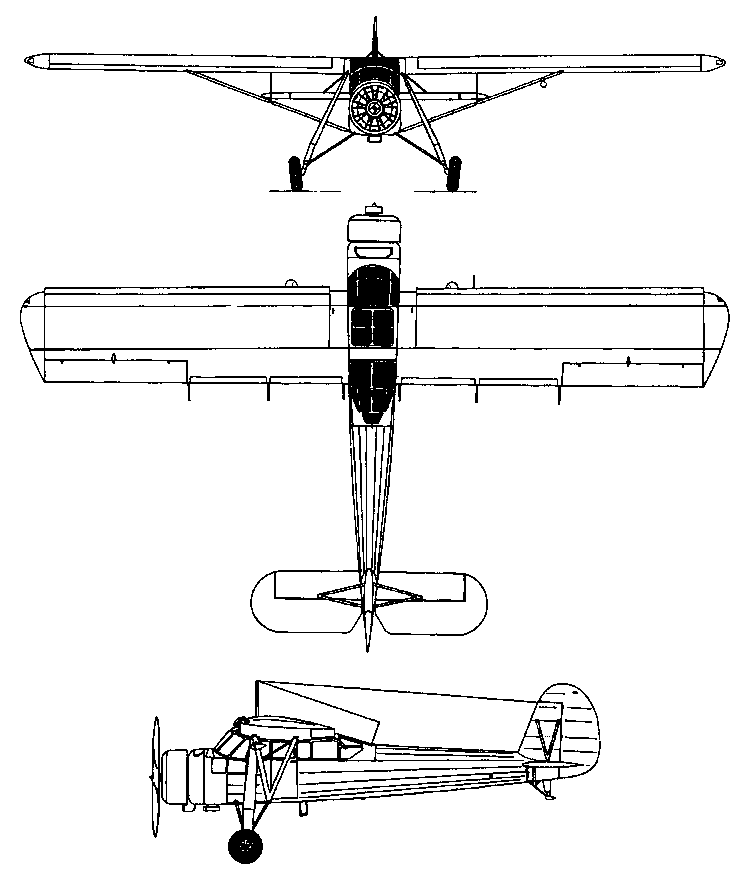
Dreiseitenriss

| Kenngröße             | Daten                                           |
| --------------------- | ----------------------------------------------- |
| Besatzung             | 2 (Pilot, Beobachter/Bordschütze)               |
| Länge                 | 9,56 m                                          |
| Spannweite            | 15 m                                            |
| Höhe                  | 2,9 m                                           |
| Flügelfläche          | 29,4 m²                                         |
| Flügelstreckung       | 7,7                                             |
| Leermasse             | 1100 kg                                         |
| Startmasse            | normal 1530 kg maximal 1620 kg                  |
| Antrieb               | ein luftgekühlter 9-Zylinder-Sternmotor Ha-42   |
| Leistung              | 228 kW (310 PS) Start 206 kW (280 PS) in 2000 m |
| Höchstgeschwindigkeit | 178 km/h                                        |
| Dienstgipfelhöhe      | 5630 m                                          |
| Reichweite            | 750 km                                          |
| Bewaffnung            | ein bewegliches 7,7-mm-MG Typ 89 im Abwehrstand |
| Abwurfmunition        | zwei 60-kg-Wasserbomben                         |